# Phloeomys pallidus
Phloeomys pallidus conocida vulgarmente como rata nebulosa de las Filipinas[cita requerida] es una especie de roedor de la familia Muridae y es la más grande de las ratas propiamente dichas existentes en la actualidad.

## Distribución geográfica
Son endémicos de los montanos de Luzón (Filipinas). 